# James Angleton
James Jesus Angleton, né le 9 décembre 1917 à Boise (Idaho) et mort le 11 mai 1987 à Washington, est un officier de renseignement américain, ayant dirigé le service de contre-espionnage de la Central Intelligence Agency (CIA) de 1954 à 1974.

## Biographie
Son père, James Hugh Angleton, d'abord militaire, a rencontré son épouse, Carmen Mercedes Moreno (d'origine mexicaine et apache), pendant l'expédition du général Pershing au Mexique. Il aura quatre enfants avec elle : James Jesus, Hugh Rolla, Carmen et Dolores. Il a ensuite fait carrière dans le civil dans la compagnie de caisses enregistreuses NCR Corporation, dont il devient propriétaire de la franchise en Italie. 
James Angleton grandit comme un Américain expatrié auprès de son père à Milan, avant d'être envoyé en septembre 1933 au Malvern College (en), une public school dans le Worcestershire en Angleterre. En 1937, il rentre aux États-Unis pour étudier la littérature à l'Université Yale. Il s'y montre excellent dans les matières qui l'intéressent, mais négligent dans les autres. Féru de poker et de poésie moderne, il crée un magazine, Furioso (revue littéraire créée sous le parrainage de son premier mentor, Ezra Pound), qui aura une certaine importance dans la littérature américaine moderne. Il n'obtient son diplôme qu'aux rattrapages, dans le dernier quart de sa promotion, en 1941. En septembre 1941, il abandonne la littérature et part étudier à la faculté de droit de Harvard, mais est mobilisé en mars 1943 à l'âge de 25 ans.

### La Seconde Guerre mondiale
Pendant ses classes, Angleton se porte volontaire pour l'Office of Strategic Services (OSS), qui l'affecte à son bureau italien à Washington. Après avoir épousé Cicely d'Autremont en juillet 1943, Angleton prend un poste à Londres, au bureau italien de la branche du contre-espionnage (X-2) (en) de l'OSS qui travaille en coopération avec son homologue du Secret Intelligence Service (SIS ou « MI6 ») britannique, exploitant les décryptages Ultra des messages de services de renseignement allemands. Angleton s'y montre très impliqué, non seulement dans son travail normal, mais aussi en poursuivant une réflexion théorique. Il considère que la clé du contre-espionnage est de pénétrer les secrets de l'adversaire - et qu'il faut présumer que l'adversaire tentera de faire de même. Ultra était une source de renseignement supérieure, permettant de savoir ce que les services allemands pensaient et de les désinformer en envoyant de fausses informations à leurs sources de rang inférieur : agents (démasqués et retournés), canaux diplomatiques, presse, services alliés et hommes d'affaires, par importance décroissante.
En novembre 1944, Angleton est nommé chef de l'unité du X-2 à Rome, la SCI Z, qui a pour mission de trouver et neutraliser les agents ennemis. Angleton s'y montre efficace, utilisant les renseignements Ultra sans en compromettre la source, cultivant une liaison avec les services italiens tout en y recrutant ses propres informateurs pour les pénétrer. En revanche, dans une opération où il était personnellement impliqué, il relâchera ses principes et achètera à un escroc de faux renseignements du Vatican. En avril 1945, à 27 ans, il est nommé chef du X-2 pour toute l'Italie.

### L'après-guerre
Après la fin de la guerre, Angleton reste dans le contre-espionnage en Italie, cherchant à surveiller toutes les activités de renseignements étrangères. A la fin 1946, son service dispose de 50 informateurs et a pénétré sept services de renseignements étrangers. Il est nommé chef de la Strategic Services Unit (le service qui regroupe les branches d'espionnage et de contre-espionnage de l'ex-OSS) en Italie en novembre 1945.
Angleton rentre aux États-Unis en novembre 1947, où il est en poste à l'état-major de ce qui ne s'appelle pas encore la direction des opérations (responsable des activités d'espionnage, de contre-espionnage et à partir de 1952 de l'action clandestine) de la Central Intelligence Agency (CIA).
Remarqué à Washington, il intègre en 1948 la jeune CIA à l'Office of Special Operations (OSO, « bureau des opérations spéciales ») où il est chargé de la relation avec certains services alliés (interlocuteur de Philby, officier de liaison du MI6 à Washington ; liaison avec le renseignement israélien). Il crée le bureau de contre-espionnage de l'agence. Via sa liaison avec les services de renseignement israéliens, il obtient le « rapport secret » du leader soviétique Nikita Khrouchtchev dénonçant les crimes de Staline. Il remet ce texte à Allen Dulles qui le fait publier dans le New York Times, révélant au monde entier les crimes de Staline encore inconnus à l'époque.
Il est à la tête du contre-espionnage de la CIA de 1954 à 1974, avant d'être démis de ses fonctions pour avoir fait preuve de trop de zèle. En effet, sa paranoïa instaure un climat délétère au sein de la CIA : Angleton surveille tout le monde et traque la moindre trace de pro-communisme. Il va jusqu'à soupçonner Joseph McCarthy, dont l'anticommunisme zélé lui semble suspect. Cette paranoïa pourrait provenir de ce que son vieil ami Kim Philby, officier de liaison du MI6 à Washington, se soit révélé être un membre infiltré du KGB. Certains spécialistes du renseignement considèrent qu'il aurait été lui-même un agent double soviétique.
Sa paranoïa a déclenché chez lui une obsession à voir partout des agents doubles, notamment au sein de l'administration américaine, à commencer par le secrétaire d'État Henry Kissinger qu'il soupçonne d'être sous influence soviétique. Ses doutes le portent au-delà de l'Atlantique, notamment sur le directeur du service de documentation extérieure et de contre-espionnage (SDECE) français, Paul Grossin (aidé de Philippe Thyraud de Vosjoli, il donne foi aux révélations du transfuge soviétique Anatoli Golitsyne qui considère que le SDECE est noyauté par le KGB, ce qui déstabilise le service français), et même sur le Premier ministre britannique Harold Wilson. Il en vient également à penser que le clivage entre l'URSS et la Chine n'est qu'un simulacre pour intoxiquer les États-Unis. Cette paranoïa qui conduit à multiplier les soupçons est connue dans le métier du renseignement sous l'expression « syndrome d'Angleton ». Le directeur de la CIA William Colby se débarrasse de cet élément au passé lourd en le désignant comme responsable des événements noirs de l'opération CHAOS.
Durablement affecté voire discrédité par la disparition, en 1978, dans d'étranges circonstances, de John Paisley, un de ses agents chargés de débusquer les agents doubles, cet homme distingué toujours vêtu de noir (il est surnommé le « fantôme gris » par ses collègues de la CIA) est considéré comme un des membres les plus célèbres du contre-espionnage américain.
Passionné par la pêche à la mouche et les orchidées qui lui font remporter des concours dans les salons spécialisés, il est surnommé « l'homme aux orchidées ». Le surnom de « Mother » est entièrement apocryphe.

## Dans la fiction
La personnalité d'Angleton a inspiré plus ou moins librement des personnages de divers romans dont Orchids for Mother (Aaron Latham, 1977) ; La Sape (The Spike) (Arnaud de Borchgrave et Robert Moss, 1984) ; La Fraternité de la rose (The Brotherhood of the Rose) (David Morrell, 1986) ; Harlot et son fantôme (Harlot's Ghost) (Norman Mailer, 1992) ; Spytime: The Undoing of James Jesus Angleton (William F. Buckley, Jr., 2000) ; The Passenger (Chris Petit, 2006).
La Compagnie : le grand roman de la CIA (2003) de Robert Littell fait la part belle à James Angleton dans son rôle de chasseurs de taupes. Dans la mini-série The Company (2007) qui a été tirée de ce roman, le rôle d'Angleton est joué par Michael Keaton.
Dans Millénium, James Angleton sert de modèle à Evert Gullberg, l'ancien chef de la Section Zalachenko.[réf. nécessaire]
Dans le film Raisons d'État (réalisé par Robert De Niro, 2007), le personnage d'Edward Wilson, interprété par Matt Damon, est inspiré d'Angleton.
Dans la quatrième saison du Bureau des Légendes, le personnage joué par Mathieu Amalric est appelé JJA, en référence aux initiales de James Angleton.
James Angleton donne son nom à la chanson Angleton de Biting Elbows, racontant sa vie.
Dans la saison 2 de la série tv américaine relative à la CIA, '' the recruit '' est mentionnée la '' méthode Angleton ''.